# Directoire de l'industrie charbonnière
Le Directoire de l’Industrie Charbonnière était un établissement public doté de la personnalité civile. Il sera ensuite appelé « le Directoire ». Son siège était à Bruxelles. Il a été institué par la loi du 16 novembre 1961 et disparu au début des années 1970. 

## Contexte
Durant les années 1957 et 1958, l'Europe a subi une crise charbonnière de plusieurs années ayant touché les bassins de la CECA, en l’occurrence les bassins wallons. Cette crise découle d’une évolution des moyens techniques de production comme l’apparition de nouvelles sources d’énergie (gaz naturel et pétrole) remplaçant progressivement le charbon. Une autre traduction de cette évolution est la diminution du coût de transport du charbon en provenance des États-Unis, impliquant une augmentation des importations ainsi qu’une diminution des exportations.
En Belgique, plusieurs signes de crise étaient visibles comme des fermetures de sièges en Wallonie, une augmentation de stocks, une réduction de la production de charbon ou encore une hausse de chômage.
En mai 1959, la Haute Autorité, avec l’avis du Conseil des Ministres de la CECA, a accepté la demande du gouvernement belge qui consistait à isoler le marché charbonnier belge et à accorder des subventions à certaines mines afin que l'industrie charbonnière belge devienne performante dans le marché commun. Cet isolement revenait à limiter les importations en Belgique à condition de diminuer la production belge de charbon de 9,5 millions de tonnes sur une durée de 4 ans. Ces diminutions étaient appliquées plus spécifiquement en Wallonie, le charbon étant moins abondant dans les bassins du sud. 
Le conseil national des charbonnages s’est chargé d’individualiser les programmes de fermeture. Ces programmes ont provoqué des divisions et tensions, notamment dans des instances politiques aboutissant à la création du Directoire de l’industrie charbonnière.
Le protocole commun sur la structure de l’industrie charbonnière belge est signé le 23 février 1959 au cours d’une période de grèves. Ce protocole est signé par la Fédération charbonnière de Belgique (Fédéchar), les Centrales syndicales des mines, les Fédérations des Industries Belges et les Confédérations syndicales nationales.
Ce protocole avait pour but de réformer le fonctionnement et l’organisation de l’industrie charbonnière tout en respectant l’intérêt général et l’intérêt de toute l’économie belge. Pour ce faire, de nouvelles structures d’organisation ont été créées. La première structure était un organe national composé de représentants de travailleurs, de producteurs ainsi que d’utilisateurs. Cet organe devait se mettre d’accord sur une politique charbonnière, ainsi que surveiller sa réalisation. Deuxièmement, un comité par bassin constitué de tous les producteurs sans exception dans le but d’harmoniser leurs décisions constituait le deuxième organe. 
Au cours des discussions, le protocole fut converti en un projet de convention. Ce projet fut l’objet de nombreux désaccords et n’a donc jamais abouti.

## Fondation
L'idée de réformer le secteur charbonnier se maintient dans les débats. Émerge alors le projet de loi instituant un Comité National de Charbonnage de M. Van der Schueren. Durant cette période émerge aussi le projet d’un Directoire de l’Industrie Charbonnière. 
Le 11 et 12 octobre 1959, lors du Congrès des Francs-Mineurs, André Oleffe énonce l’idée d’un directoire. Le 3 novembre 1959, le Mouvement ouvrier chrétien écrit un « projet de note relative à l’organisation de l’industrie charbonnière » qui recommande, par un contrat, la création d’un Directoire de l’Industrie charbonnière. Ce directoire serait composé d’un Comité de gestion et d’un Comité de contrôle prenant exemple sur la réforme du secteur énergétique.
Un projet de loi ayant pour idée d'instituer un directoire de l'industrie charbonnière a été déposé le 6 juillet 1961 au Sénat. Ce projet n’avait pas pour but de faire du directoire un instrument d’assainissement de la politique énergétique. L'objetcitf était d’obtenir une certaine compétitivité dans l’industrie charbonnière tout en gardant assez de moyens pour extraire le charbon. Ce projet de loi engendra de nombres controverses. Les opposants au projet ont réussi à obtenir une modification de ce projet via des amendements. 
Finalement, la loi du 16 novembre 1961 institua le Directoire de l'Industrie charbonnière.

## Structure
Le directoire est composé de cinq membres : un président choisi pour sa compétence en matière d’économie énergétique, deux membres choisis pour leur compétence dans les problèmes d’exploitation ou d’économie charbonnière, et deux membres choisis au titre de spécialistes du travail.
La durée du mandat est fixée pour 5 ans par le roi. Ce dernier peut prolonger cette durée par période de 5 ans par arrêté royal délibéré en Conseil des Ministres.
"Le président et les membres du Directoire sont nommés et révoqués par arrêté royal délibéré en Conseil des Ministres".
Pour que le Directoire délibère, il faut que la majorité des membres soit présents, c’est-à-dire au moins un des deux membres choisis pour leur compétence dans les problèmes d’exploitation ou d’économie charbonnière et au moins un des deux membres choisis en raison de leur compétence dans les problèmes du travail. Lors de vote au sein de cet établissement, la majorité simple prévaut. La voix du président prime si un cas d’égalité des voix se présente.
Une administration aide le Directoire afin d'accomplir sa mission.
À côté du Directoire, un Conseil national consultatif de l'industrie charbonnière a été créé pour rendre des avis sur différents points de la politique charbonnière. Il existait aussi trois Conseils consultatifs provinciaux ayant pour mission d'émettre des avis sur les matières que le Conseil national consultatif traite.

## Mission
« Le Directoire a pour mission dans la mesure compatible avec l’application du traité instituant la Communauté européenne du charbon et de l’acier :
1. D’enregistrer, d’approuver et au besoin de fixer les barèmes de prix et les conditions de vente du charbon et des produits et résidus de son épuration ou de son conditionnement, ainsi que les alignements autorisés en application du chapitre 5 du traité instituant la Communauté Européenne du Charbon et de l’Acier ; il assure l’enregistrement des contrats de vente à long terme ;
2. D’établir des programmes de production en quantité et en qualité, pour l’ensemble de l’industrie charbonnière ; de prévoir, en cas de nécessité, la répartition de la production et de l’écoulement entre les entreprises ; de réglementer le vente et l’utilisation des produits charbonneux résultant de l’épuration des charbons et de l’exploitation des terrils ;
3. De contribuer à l’élaboration de la politique d’importation et d’exportation des combustibles minéraux solides et de proposer au gouvernement des mesures à prendre en cette matière ;
4. De coordonner les programmes d’investissements à réaliser par l’industrie charbonnière ; de procéder à l’examen et au regroupement des demandes de financements adressées par les entreprises aux organismes de financement et de recommander à ceux-ci la répartition des fonds disponibles ; de décider la création d’une ou de plusieurs installations communes ou d’un ou de plusieurs services communs à plusieurs entreprises charbonnières ;
5. De relever et de contrôler les prix de revient des charbonnages, d’en analyser les facteurs et d’en suivre l’évolution, de dégager les effets exercés par le niveau des prix de vente sur le volume de la production possible ;
6. D’évaluer le volume des moyens financiers à mettre en œuvre pour la réalisation des programmes de production, et de le porter à la connaissance du gouvernement
7. D’ordonner l’arrêt des sièges dont la production compromet durablement l’équilibre du marché ou dont le cout reste supérieur à celui compatible avec un niveau satisfaisant des prix ;
8. De proposer à l’état la prise de participation aux entreprises existantes ou à créer dans les régions minières ayant pour objet d’exploiter, de valoriser ou de contribuer à la valorisation de la houille et de ses dérivés.
9. D’ordonner les amodiations, cessions et fusions de concessions de mines de houille, jugées nécessaires à l’amélioration des rendements et coûts, et d’en établir des modalités ;
10. De promouvoir la création d’un ou de plusieurs comptoirs de vente communs à plusieurs entreprises charbonnières ou, au besoin, d’organiser lui-même les dits comptoirs ;
11. De fournir à la Commission nationale mixte des Mines toutes les informations relatives à l’amélioration du statut et des conditions de travail des mineurs ainsi qu’au relèvement de leur niveau de vie ;
12. De déterminer, en accord avec les départements compétents, la politique sociale à poursuivre par les entreprises en matière de recrutement, formation, logement, santé, transport du personnel et, d’une manière générale, tous les problèmes sociaux autres que ceux qui sont dans la compétence des commissions paritaires ;
13. De fournir au Conseil consultatif de l’Industrie charbonnière et aux Conseils consultatifs provinciaux prévus au Titre II de la présente loi, les informations nécessaires à l’exercice de leur mission ;
14. D’établir des règles uniformes de comptabilité et notamment celles de l’établissement du plan comptable, des taux d’amortissement, du bilan et du compte des pertes et profits et de veiller à l’application de ces règles par toutes les entreprises soumises son autorité ;
15. De promouvoir la recherche de méthodes propres à augmenter la valeur commerciale de la houille ou à extraire des sous-produits et dérivés de confier certaines tâches aux centres de recherches ;
16. De contrôler l’activité des charbonnages et d’informer le gouvernement de toutes situations qui, par leur maintien ou leur développement, nuiraient à l’intérêt général. »[22]